# Torvinen (sjö i Leppävirta, Norra Savolax)
Torvinen är en sjö i kommunerna Leppävirta och Heinävesi i landskapen Norra Savolax och Södra Savolax i Finland. Sjön ligger 99,6 meter över havet. Den är 8 meter djup. Arean är 37 hektar och strandlinjen är 4,91 kilometer lång. Sjön  ingår i Vuoksens huvudavrinningsområde.   Den ligger omkring 55 kilometer sydöst om Kuopio, omkring 110 kilometer nordöst om S:t Michel och omkring 320 kilometer nordöst om Helsingfors. 